# Metz Handball (section masculine)
Ne doit pas être confondu avec la section féminine du Metz Handball.
La section masculine du Metz Handball est un club français de handball basé à Metz.
Fondé en 1965 sous le nom d'ASPTT Metz, le club évolue dans l'élite de 1971 à 1983 et est vice-champion de France en 1977. Avec l'émergence du SMEC voisin, le club décide de se concentrer sur son secteur féminin et la section masculine disparait définitivement en 2002.
En 2009, la section masculine du SMEC est fermée et intégrée au Metz Handball.

## Historique
Si le handball à Metz est principalement connu pour ses joueuses du Metz Handball, le handball masculin possède également un passé glorieux à Metz. Aussi, à ses grandes heures, la rivalité entre la section masculine de l'ASPTT Metz et le Stade messin étudiants club (SMEC) animait la capitale mosellane. 

### ASPTT Metz
L'aventure commence au milieu des années soixante, sous l’impulsion de Daniel Giorgetti, jeune cadre des PTT arrivé à Metz en 1962. Les souvenirs sont flous et les avis divergent, mais la date de création officiellement retenue par les dirigeants de l'ASPTT Metz est 1965.
Dès 1966, l'ASPTT Metz remporte sa poule du Championnat de France Excellence (actuelle Division 2) et est promu dans l'élite. Le club reste quatre saisons en Nationale I avant d'être relégué en 1970 à cause d'un quotient attaque/défense moins bon que celui de l'US Altkirch (0,912 pour Altkirch contre 0,911 pour Metz).
Le club ne se laisse pas abattre par ce coup du sort et dès la saison suivante, il remporte le titre de Champion de France de Nationale 2 (actuelle Division 2) en battant en finale le club de l'APAS de Paris (21-17).
De retour dans l'élite, le club atteint la demi-finale du Championnat en 1972. En 1974 et en 1976, il atteint à nouveau la demi-finale. En 1977, les Messins écartent en demi-finale le Stade Marseillais UC (défaite 17-15 à Marseille puis victoire 13-10 à Metz) mais s'inclinent ensuite en finale 15 à 21 face au RC Strasbourg. 
Ainsi qualifié pour la Coupe d'Europe des vainqueurs de Coupe, l'ASPTT Metz atteint la demi-finale de la compétition, profitant de la disqualification en quart de finale du club bulgare du VIF Dimitrov Sofia qui avait aligné un joueur non qualifié.
Les années suivantes, le club ne parvient plus à se qualifier pour les demi-finales du championnat et est même relégué à l'issue de la saison 1982-83. Le club disparait ensuite de l'élite du handball français.
Parmi les joueurs célèbres, Gilles Meyer et Guy Channen, internationaux français, y ont effectué la majeure partie de leur carrière et Francis Franck, futur médaillé de bronze au Championnat du monde 1997, y a évolué dans les équipes jeunes.
Les résultats du club sont :
- Vainqueur de poule et promu d'Excellence en 1966
- 5e de la poule Nord en 1967
- 4e de la poule D en 1968
- 5e de la poule A en 1969
- 7e de la poule A et relégué en 1970
- Champion de Nationale II et promu en 1971
- demi-finaliste en 1972
- 3e de la poule B en 1973
- demi-finaliste en 1974
- 3e de la poule A en 1975
- demi-finaliste en 1976
- finaliste en 1977
- 3e de la poule B en 1978
- 3e de la poule A en 1979
- 5e de la poule B en 1980
- 12e et maintenu après barrage en 1981
- 8e en 1982
- 16e et relégué en 1983

### Metz Handball
En 2009, la mairie de Metz prend la décision de fermer le Stade messin étudiants club (SMEC). Le SMEC a évolué pendant 15 ans en Nationale 1A, de 1976 à 1991. Il a ensuite connu des difficultés, oscillant entre Nationale 1 et Nationale 2 avant de s’éteindre petit à petit.
La section masculine de handball est par conséquent intégrée au Metz Handball.
| Saison    | Niveau | Classement |
| --------- | ------ | ---------- |
| 2012-2013 | Nat. 2 | ?e poule 3 |
| 2013-2014 | Nat. 2 | ?e poule 4 |
| 2014-2015 | Nat. 2 | 6e poule 4 |
| 2015-2016 | Nat. 2 | 5e poule 4 |
| 2016-2017 | Nat. 2 | 5e poule 4 |
| 2017-2018 | Nat. 2 | 2e poule 4 |
| 2018-2019 | Nat. 2 | 9e poule 4 |
| 2019-2020 | Nat. 2 | 2e poule 4 |
| 2020-2021 | Nat. 1 | arrêté     |
| 2021-2022 | Nat. 1 | 7e poule 4 |
| 2022-2023 | Nat. 1 | 7e poule 3 |
| 2023-2024 | Nat. 1 | En cours   |

## Personnalités liées au club
Parmi les personnalités liées au club, on trouve :
- ASPTT Metz
  -  Guy Channen : joueur international, au club de 1971 à 1979
  -  Francis Franck : joueur formé au club dans les années 1980
  -  Gilles Meyer : joueur international, au club de 1971 à 1979
- Metz Handball
  -  Dragan Majstorovic : entraîneur de 2009 à ?
  -  David Motyka : entraîneur depuis 2018